# Dlouhanovití
Dlouhanovití (Brentidae) je čeleď celosvětově rozšířených xylofágních brouků (brouci živící se dřevem) a v anglicky hovořících zemích se jim říká straight-snouted weevils (nosatci s noscem dopředu). V současné době byla tato čeleď rozšířena o tři podčeledi Apioninae, Cyladinae a Nanophyinae, dříve zařazované do čeledi Curculionidae. Jsou více rozšířeni v tropech, ale objevují se ve všech teplejších regionech světa. Patří mezi čeledi nosatců, jejichž zástupci nemají zahnutá tykadla, jsou protáhlejší a zploštělejší, ačkoliv i zde je možné nalézt výjimky.